# 護国寺

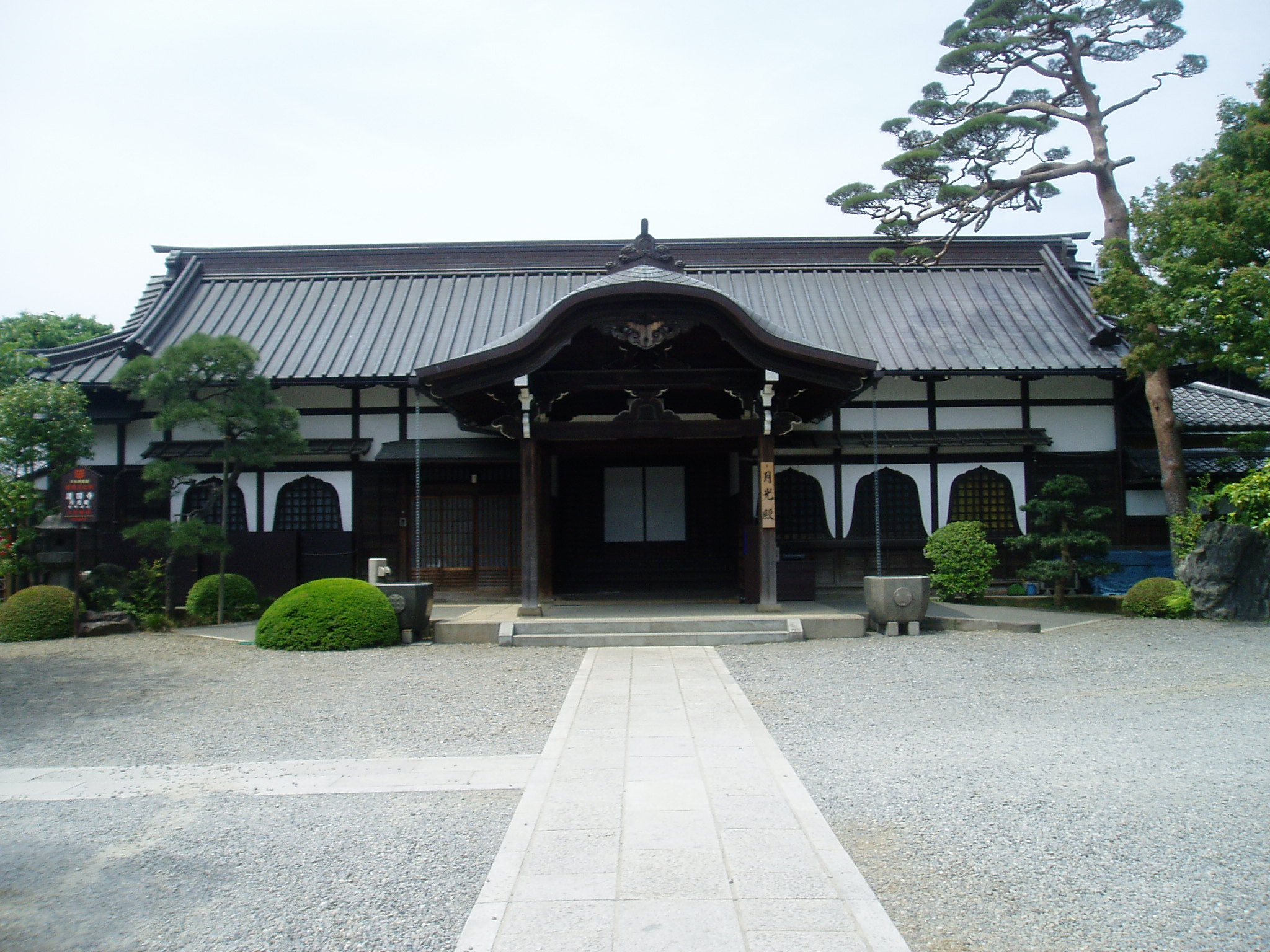
月光殿入口（重要文化財の月光殿（旧日光院客殿）はこの建物の背後にあり、この画像では見えない）。

護国寺（ごこくじ）は、東京都文京区大塚五丁目にある真言宗豊山派の寺。神齢山悉地院大聖護国寺と称する。

## 概要
天和元年（1681年）2月7日、徳川綱吉は母、桂昌院の願いをうけ、高崎の大聖護国寺住持であった亮賢に高田薬園の地を与え、桂昌院の祈願寺護国寺の建立を命じた。
本尊は桂昌院念持仏の琥珀如意輪観音 （絶対秘仏）。本堂（観音堂）本尊は堀田正虎の母・栄隆院尼寄附の如意輪観世音菩薩。江戸三十三観音札所の第13番札所である。江戸時代には浅草寺、回向院に次いで出開帳の宿寺として人気があった。
境内には富士塚の「音羽富士」がある。

### 護持院
神田にあった護持院は享保2年の火災で焼失し、跡地が火除地（護持院ヶ原）とされたため、護国寺の地に移転してきた。護持院は筑波の知足院中禅寺の江戸別院で、新義真言宗僧録であり、新義真言宗で最も格式の高い寺院であった。護国寺の東側の地（現在護国寺本坊のある付近）を占め、護持院住職が護国寺住職を兼ねるという変則的な形になった。
護持院は明治時代に神仏分離により打撃を受けて廃寺となり、旧護持院境内は護国寺のものであることが認められた。

### 明治維新後
護国寺は幕府の祈願寺で、檀家を持たなかったため、明治維新後は後ろ盾を失い、経済的な苦境に陥った。境内地5万坪のうち、東側の2万5千坪は宮家の墓所（豊島岡墓地）が造られた。これは1873年（明治6年）の明治天皇の第一皇子稚瑞照彦尊の薨去（死産）を機に、護国寺境内の東半分が皇族墓地とされたものである。また、西側の5千坪は陸軍用墓地となり、境内は2万坪ほどに縮小した。（現在、陸軍墓地は護国寺墓地の一角に整理されている）
稚瑞照彦尊の生母、葉室光子も1873年に亡くなるが、皇族墓地に入れず、護国寺境内に葬られた。
のち、境内に三条実美、山縣有朋、大隈重信らの墓所が造られるが、これは明治初年に当時の政府高官へ働きかけ、墓地の新設を認められたことによるという。

### 境内の整備
実業家・茶人として知られる高橋義雄（箒庵）は護国寺の檀家総代を務め、大正から昭和初期にかけて境内の整備を行った。芝にあった松平不昧公の墓所が関東大震災で被害を受け、区画整理の関係もあって松江への移転が検討されているのを知り、護国寺への移転を実現させた。また園城寺（滋賀）にあった月光殿を実業家原六郎（明治財界五人男の1人）から譲り受け、本堂の西側に移築した。その他、5つの茶室、多宝塔（石山寺の多宝塔がモデル）、不老門（鞍馬寺にある由岐神社拝殿がモデル）を建設した。これ以後、月光殿や茶室を利用して護国寺で大規模な茶会が開催されるようになった。

## 別院
- 筑波山大御堂 - 坂東三十三観音霊場 第25番札所

## 文化財
重要文化財の本堂、滋賀の園城寺（三井寺）から移築された月光殿など、多くの文化財を有する。また、大隈重信、山田顕義、梅謙次郎ら多くの著名人の墓所としても知られる。

### 重要文化財
- 本堂　元禄10年（1697年）建立
- 月光殿（旧園城寺日光院客殿、桃山時代）
- 絹本著色尊勝曼荼羅図
- 金銅五鈷鈴
- 絹本墨画漁夫図 張路筆（中国・明時代）
- 綸子地梅樹竹模様染繍振袖
- 諸寺縁起集
- 騎竜観音 原田直次郎筆（1890年 油絵 麻布）（東京国立近代美術館に寄託、2007年度指定）[5]

典拠：2000年（平成12年）までの指定物件については、『国宝・重要文化財大全 別巻』（所有者別総合目録・名称総索引・統計資料）（毎日新聞社、2000）による。

## 施設
- 桂昌殿

## 墓所
- 葉室光子（典侍、明治天皇の側室）
- 橋本夏子（典侍、明治天皇の側室）
- 久邇邦久
- 小松輝久
- 二荒芳之
- 上野正雄
- 松平治郷（号・不昧、松江藩7代藩主、茶人）
- 松平定安
- 松平直亮
- 三条実美
- 島津忠承
- 南部利恭
- 南部利祥
- 深尾隆太郎
- 大隈重信
- 山縣有朋
- 山縣伊三郎
- 田中光顕
- 山田顕義（初代司法大臣、日本大学・國學院大學を設立）
- 平田東助
- 清岡公張
- 鳥尾光 - 鳥尾小弥太の子。子爵。
- 鳥尾敬光 - 鳥尾小弥太の孫。子爵。
- 鳥尾鶴代 - 敬光の妻。
- 鳥尾敬孝
- 梅謙次郎（民法・商法起草者、法政大学初代総理）
- 富井政章
- 富田鉄之助
- 河野広中
- 正木直彦
- 服部宇之吉
- 田尻稲次郎（政治家、官僚、元・東京市長、経済学者、専修学校（現・専修大学）創立者の一人）
- 鈴木馬左也
- 下田歌子
- 石井絹治郎（大正製薬創業者・初代社長）
- 石井輝司（大正製薬2代目社長）
- 大倉喜八郎（実業家、大倉財閥の設立者、大倉商業学校（現・東京経済大学）の創立者）
- 武藤信義元帥
- 坂本俊篤
- 池田成彬
- 桂秀馬
- 萩原守一
- 長谷川謹介（鉄道院副総裁、台湾総督府鉄道部長）
- 大橋新太郎
- 野村吉三郎
- 土肥原賢二
- 安藤紀三郎
- 團琢磨
- 團伊玖磨（作曲家）
- 益田孝（益田鈍翁）
- 高橋義雄（高橋箒庵）
- ジョサイア・コンドル（建築家）
- 安田善次郎
- 名倉家代々
- 木間瀬策三
- 大久保留次郎
- 中村天風
- 梶原一騎
- 大山倍達
- 町田忠治 - 改葬
- 鳩山邦夫
- 鈴木成文（東京大学名誉教授・神戸芸術工科大学学長・建築計画学）
- 八代規（薩摩藩・田尻次兵衞次男。長男田尻惣一三男田尻稲次郎・京都府学務課長）
- 秋本鉄五郎（白山の花街創設者）
- 音羽陸軍墓地

護国寺共葬墓地
- 野間清治（講談社初代社長）
- 前田利同（富山藩主、伯爵）
- 藤井茂太（陸軍中将）
- 松本重威

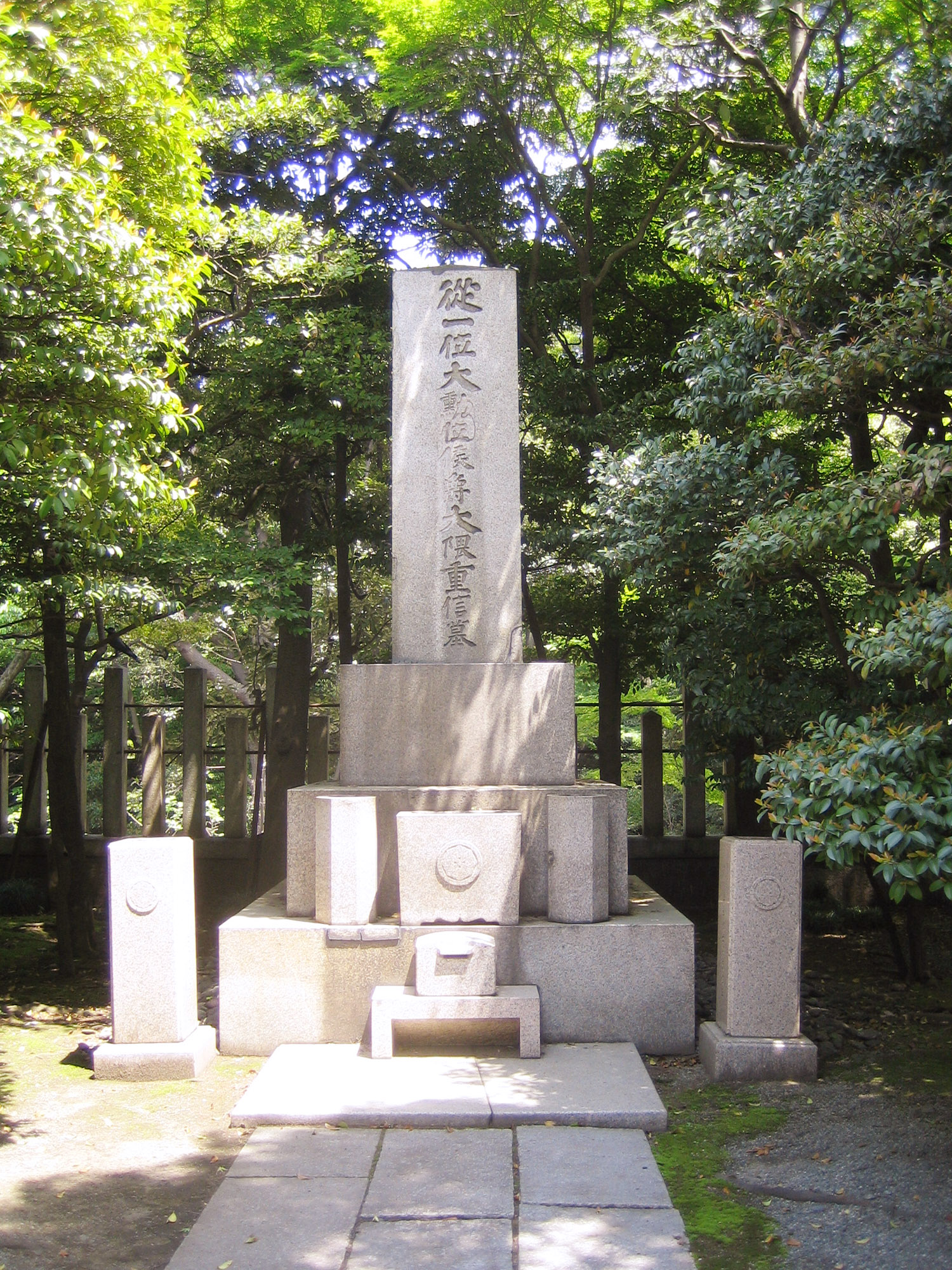
大隈重信墓
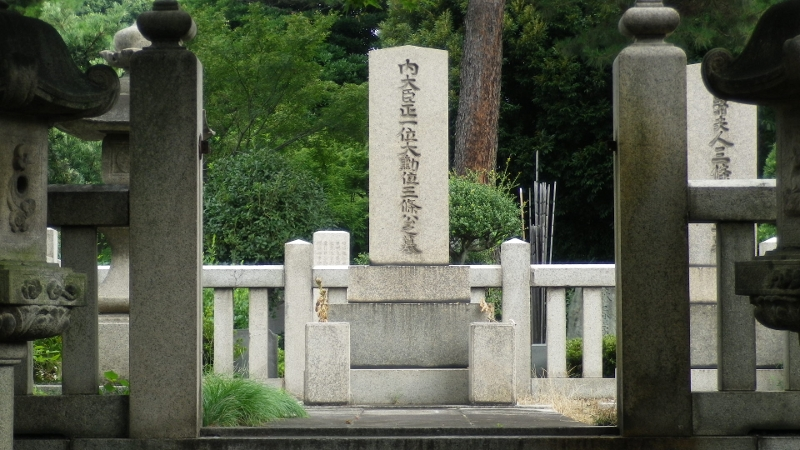
三条実美墓
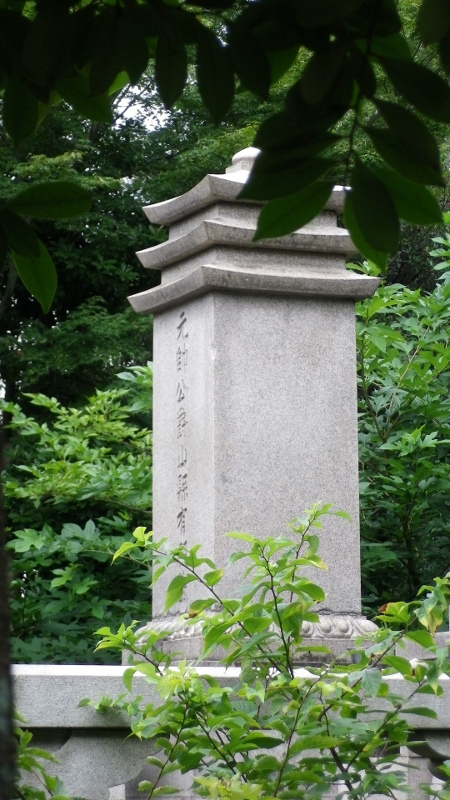
山県有朋墓
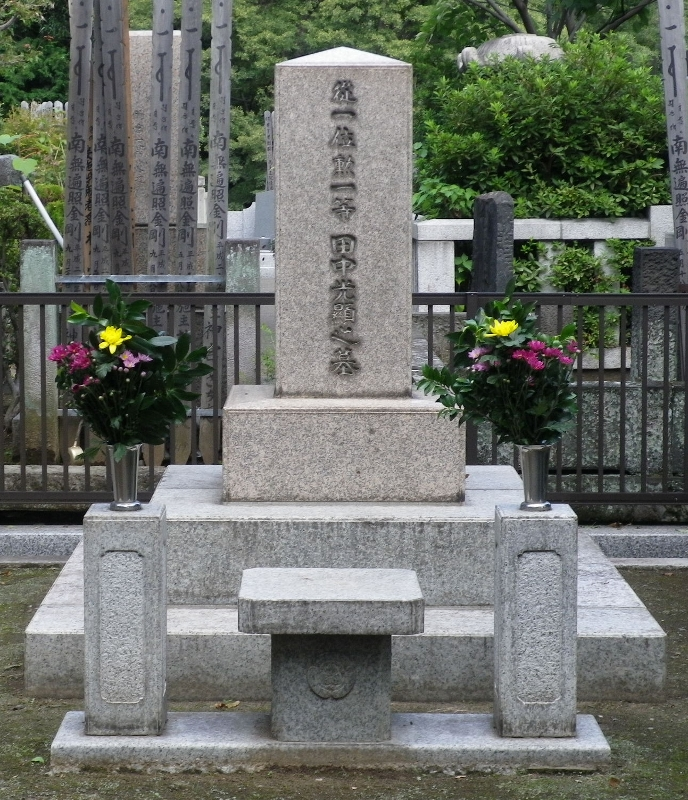
田中光顕墓
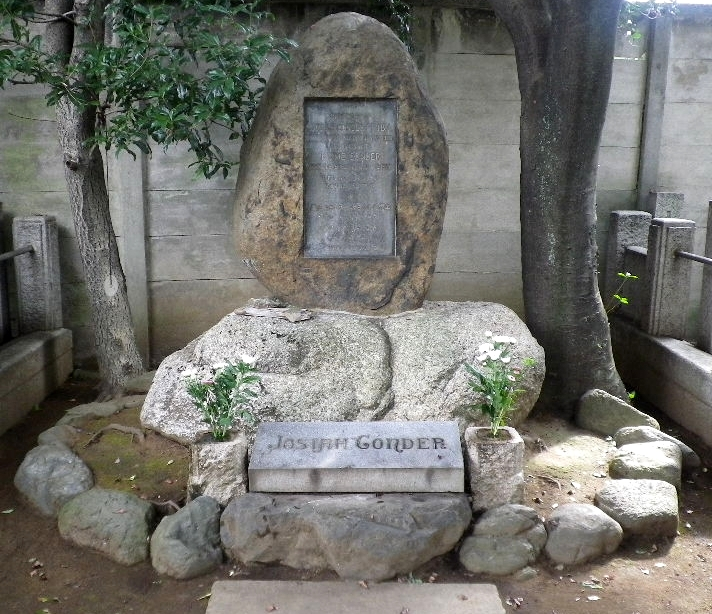
ジョサイア・コンドル墓
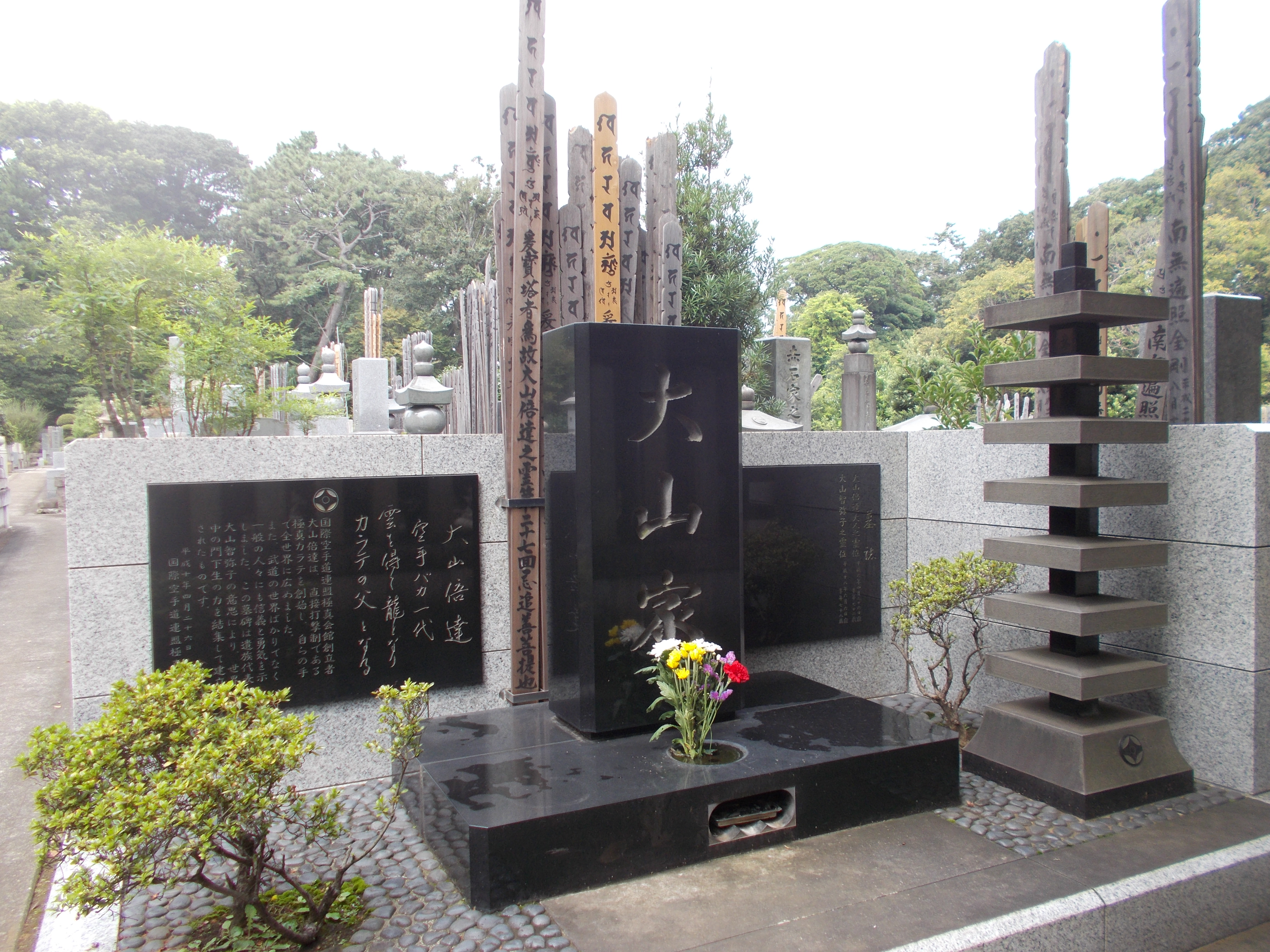
大山倍達墓

## 歴代貫首
1. 亮賢
2. 賢広
3. 快意
4. 亮貞
5. 尊祐
6. 隆慶
7. 兼澄
8. 尚彦
9. 恵海
10. 主真
11. 慧任
12. 圭賢
13. 信怒
14. 宗算
15. 光星
16. 能勝
17. 光星
18. 慧山
19. 有慶
20. 懐玄
21. 慧翁
22. 儀貞
23. 実貞
24. 実自
25. 信応
26. 元栄
27. 盛尊
28. 高隆
29. 賢慶
30. 通弁
31. 祐澄
32. 令法
33. 秀陽
34. 栄性
35. 真淳
36. 信慧
37. 法信
38. 長盛
39. 通済
40. 宥歓
41. 快照
（明治維新）
42. 実盈
43. 隆盛
44. 俊海
45. 高志大了
46. 高城義海
47. 沢田秀元
48. 永見快賢
49. 早川快亮
50. 小野方良行
51. 佐々木教純
52. 岡本教海
53. 小林良弘
54. 岡本永司(53世貫首)
55. 小林大康(54世貫首)
56. 関本隆人(55世貫首)

## アクセス
- 護国寺駅（東京メトロ有楽町線）下車すぐ
- 都営バス - 都02乙（池袋駅東口 - 一ツ橋）または上58（早稲田 - 上野広小路）で「護国寺正門」下車